# Malta na Olimpijskim igrama
Malta se natjecala 15 puta na ljetnim Olimpijskim igrama te jedanput na zimskim.
Zasada natjecatelji Malte nisu nikada osvojili Olimpijsku medalju.
Malteški olimpijski odbor je osnovan 1926., te ga je Međunarodni olimpijski odbor priznao 1936. godine.